# Sativasur
Sativasur est une municipalité située dans le département de Boyacá, en Colombie.
Son nom pourrait provenir du vocable préhispanique de langue muisca « Sativa », d'étymologie « sa » (préfixe de noblesse) et « tiva » (capitaine). Ce vocable désignait une ancienne cité et le peuple précolombien qui y résidait.